# 醛固酮
醛固酮（英語：aldosterone）又稱醛甾酮，是由腎上腺皮質球状带分泌，调节人体水和电解质平衡的激素。其结构属于一种類固醇類激素，生理学属于一种肾上腺盐皮质激素。
醛固酮主要作用於腎臟，通过调节肾脏远曲小管和肾皮质集合管对钠离子的重吸收，促进钾离子和氢离子的排泄，维持细胞外液容量和电解质的平衡，並維持血壓的穩定。整體來說，醛固酮為一種增進腎臟對於離子及水分再吸收作用的一種激素，為肾素-血管紧张素系统的一部分。

## 合成作用
醛固酮的合成機制與皮质酮非常相似，同樣由膽固醇在线粒体利用細胞色素P450作為催化酵素，經過一系列反應，在最後一歩驟時，醛固酮利用醛固酮合酶作為反應酵素，而皮质酮則是利用11β-水解酶來進行最後的反應。

## 生理功能

### 在腎臟中
醛固酮主要作用於遠曲小管及集尿管，而在遠曲小管與集尿管細胞中具有與醛固酮結合之鹽皮質激素受體，此受器與一段具有荷爾蒙反應的脱氧核糖核酸（DNA）連結在一起，當醛固酮與MR受器結合後，此段DNA會開始進行特殊的轉錄，轉錄出信使核糖核酸（mRNA）再進行轉譯得到一特殊蛋白質，而此蛋白質會增加管腔內膜對鈉離子的通透性，及增加基底側膜上鈉鉀幫浦的活性（此為最主要之功能），及刺激ATP水解產生磷酸根供給幫浦進行磷酸化，而磷酸化會使得幫浦構形的改變，對鈉離子的通透性變差，因此將尿液中的鈉離子及水分再吸收回血液中，並將鉀離子排至尿液，而同時刺激增加粒腺體內ATP之生成，以提供主動再吸收鈉離子時，鈉鉀幫浦磷酸化所需的能量。
醛固酮也會刺激集尿管之內皮細胞，進行氫離子的分泌作用，以調節血漿中碳酸氢根离子（HCO3−）濃度及其酸鹼平衡。

### 在中樞神經系統中
醛固酮會作用於中樞神經系統中的下丘脑，下丘脑分泌激素促使垂体釋放抗利尿激素，來進行腎小管对水分的重吸收作用。（相關機制還需實驗證明）

## 調節機制
- 腎素─血管收縮素─醛固酮系統

肾素-血管紧张素系统

血壓下降時，近腎小球細胞會釋放出腎素，血管收縮素原經腎素作用生成不具生理活性的血管收縮素I，血管收縮素I經由酵素作用生成具生理活性的血管收縮素II。血管收縮素II可作用在腎上腺皮質部，促進醛固酮的合成和分泌。
- 交感神經系統

當身體產生一些負面情緒像是焦慮害怕、血壓升高時，會促使交感神經來刺激醛固酮的形成。
- 血液中鈉離子濃度

當血液中鈉離子濃度過低時，會促進醛固酮的合成，以進行鈉離子的再吸收作用。
- 醛固酮負回饋

當血液中醛固酮的濃度達到一定的量時，會對醛固酮產生機制產生負回饋的作用，降低醛固酮的合成速率。

## 相關疾病
- 愛迪生氏病（Addison's disease）

會產生醛固酮分泌不足的現象，使得腎臟無法順利執行再吸收作用維持鹽類與水分的平衡，進而產生低血壓的現象。
- 康式症候群（Conn syndrome）

會產生醛固酮分泌過量的現象，腎臟中的再吸收作用旺盛，進而產生高血壓的現象。

## 參看
- 肾素-血管紧张素系统

## 外部連結
- Aldosterone at Lab Tests Online （页面存档备份，存于）